# Abraxas satoi
Abraxas satoi är en fjärilsart som beskrevs av Inoue 1972. Abraxas satoi ingår i släktet Abraxas och familjen mätare. Inga underarter finns listade i Catalogue of Life.